# Беркмбаев, Бегма
Бегма Беркмбаев, другой вариант фамилии — Беркимбаев (Берекембаев) (каз. Бегім Беркімбаев; 1889—1979) — советский колхозник, чабан, Герой Социалистического Труда (1948).

## Биография
Родился в 1889 году в Десятом ауле (ныне — Шетский район, Карагандинская область, Казахстан).
Работал старшим чабаном в колхозе «Кзыл-Оркен» и техником ветеринаром в совхозе Карабулак с 1959 года до конца жизни. Происходит из отделение Шан подрода Керней рода Каракесек племени Аргын. Похоронен в селе Карабулак.
Дети: Саят, Орынбасар.
Его именем названа одна из улиц села Карабулак.

## Награды
- Герой Социалистического Труда — указом Президиума Верховного Совета СССР от 23 июля 1948 года[3];
- Орден Ленина (1950).